# Liste des ministres français de l'Économie et des Finances
Cet article présente la liste des ministres français chargés de l'Économie et des Finances.
Actuellement, dans le gouvernement François Bayrou, la compétence est assumée par Éric Lombard.
La fonction de ministre des Finances remonte à l'Ancien Régime, sous le nom de surintendant des finances, puis de contrôleur général des finances de 1661 jusqu'à la Révolution. En 1791, les Finances furent divisées en deux administrations différentes, celle des «Contributions et Revenus publics », gérée par un ministre, et celle de la « Trésorerie nationale », gérée par un comité de six membres. Par la suite, la fonction prendra le titre de ministre des finances, auquel seront souvent associées des fonctions connexes à partir du XXe siècle. La vocation historique de ce ministre était la gestion des finances publiques, c'est-à-dire le recouvrement des impôts et le suivi de la dépense de l'État. À partir du XIXe siècle, se sont ajoutées la préparation du budget et la participation au débat parlementaire des lois de finance puis au XXe siècle, se sont aussi ajoutées les fonctions de politique économique voire de politique industrielle. Depuis, l'ensemble des fonctions rattachées au ministère de l'Économie et des Finances ont pu ou peuvent être dirigées par deux, trois, voire quatre (entre 2012 et 2014) ministres de plein exercice.
Pour la liste des ministres de l'Économie qui n'étaient pas ministre des Finances, voir :
- Liste des ministres français de l'Économie nationale

Pour les autres ministres ayant occupé des fonctions rattachées au ministère de l'Économie et des Finances voir :
- Liste des ministres chargés du Budget
- Liste des ministres français de l'Industrie
- Liste des ministres français du Commerce
- Liste des ministres chargés du Commerce extérieur (ministre rattaché depuis 2014 au ministre des Affaires étrangères)
- Liste des ministres français de l'Économie sociale et solidaire

Dans le tableau ci-dessous, les noms exacts des fonctions, qui peuvent varier à chaque nomination, sont reprises. Les dates indiquées sont les dates de prise ou de cessation des fonctions, qui sont en général la veille de la date de publication du décret de nomination au Journal officiel.

## Monarchie féodale (1518 — 1610)
| Numéro  | Ministre | Début | Fin  | Gouvernement              | Chef de l'État                              |
| ------- | --- | ----- | ---- | ------------------------- | ------------------------------------------- |
| 1       | Jacques de Beaune, baron de Semblançay | 1518  | 1524 | Ministres de François Ier | François Ier                                |
| 2       | Philibert Babou, seigneur de Givray et de la Bourdaisière | 1523  | 1544 | Ministres de François Ier | François Ier                                |
| 3       | Jean du Thier, seigneur de Beauregard | 1543  | 1546 | Ministres de François Ier | François Ier                                |
| 4       | Claude d'Annebault | 1546  | 1552 | Ministres de François Ier | François Ier                                |
| 4       | Claude d'Annebault | 1546  | 1552 | Ministres de Henri II     | Henri II                                    |
| 5       | André Guillard | 1552  | 1556 | Ministres de Henri II     | Henri II                                    |
| 6       | Jean d'Avançon | 1556  | 1559 | Ministres de Henri II     | Henri II                                    |
| 7       | Charles de Guise, cardinal de Lorraine | 1559  | 1560 | Ministres de François II  | François II                                 |
| 7       | Charles de Guise, cardinal de Lorraine | 1559  | 1560 | Ministres de Charles IX   | Catherine de Médicis Régence de 1560 à 1563 |
| 8 et 9  | Artus de Cossé-Brissac ; Louis d'Ongnies, comte de Chaulnes | 1561  | 1567 | Ministres de Charles IX   | Catherine de Médicis Régence de 1560 à 1563 |
| 8 et 9  | Artus de Cossé-Brissac ; Louis d'Ongnies, comte de Chaulnes | 1561  | 1567 | Ministres de Charles IX   | Charles IX 1563-1574                        |
| 10      | René de Birague | 1568  | 1571 | Ministres de Charles IX   |                                             |
| 11      | Pomponne de Bellièvre | 1573  | 1588 | Ministres de Charles IX   |                                             |
| 11      | Pomponne de Bellièvre | 1573  | 1588 | Ministres de Henri III    | Henri III                                   |
| 12      | François d'O | 1588  | 1594 | Ministres de Henri III    | Henri III                                   |
| 12      | François d'O | 1588  | 1594 | Ministres de Henri IV     | Henri IV                                    |
| 13 à 20 | Conseil de 9 membres: Pomponne de Bellièvre, Henri Ier de Montmorency, Albert de Gondi, Gaspard de Schomberg, Jacques de la Grange-le-Roy, Pierre Forget de Fresnes, Philippe Hurault de Cheverny et Nicolas de Harlay de Sancy | 1593  | 1597 | Ministres de Henri IV     | Henri IV                                    |
| 21      | Maximilien de Béthune, futur duc de Sully | 1597  | 1611 | Ministres de Henri IV     | Henri IV                                    |
| 21      | Maximilien de Béthune, futur duc de Sully | 1597  | 1611 | Ministres de Louis XIII   | Marie de Médicis Régence de 1610 à 1617     |

## Monarchie absolue (1610 — 1789)
| Numéro                                                                         | Ministre                                                                                      | Début             | Fin               | Gouvernement            | Chef de l'État                                 |
| ------------------------------------------------------------------------------ | --------------------------------------------------------------------------------------------- | ----------------- | ----------------- | ----------------------- | ---------------------------------------------- |
| 22, 23 et 24                                                                   | Conseil de 3 directeurs : Guillaume de L'Aubespine, Pierre Jeannin et Jacques-Auguste de Thou | Janvier 1611      | 1616              | Ministres de Louis XIII | Marie de Médicis Régence de 1610 à 1617        |
| 25                                                                             | Claude Barbin                                                                                 | 1616              | 1617              | Ministres de Louis XIII | Marie de Médicis Régence de 1610 à 1617        |
| 26                                                                             | Pierre Jeannin                                                                                | 1617              | 1619              | Ministres de Louis XIII | Louis XIII 1617-1643                           |
| 27                                                                             | Henri de Schomberg, comte de Nanteuil                                                         | 1619              | 1623              | Ministres de Louis XIII | Louis XIII 1617-1643                           |
| 28                                                                             | Charles, marquis de La Vieuville                                                              | 1623              | 1624              | Ministres de Louis XIII | Louis XIII 1617-1643                           |
| 29 et 30                                                                       | Jean Bochard ; Michel de Marillac                                                             | 1623              | 1626              | Ministres de Louis XIII | Louis XIII 1617-1643                           |
| 31                                                                             | Antoine Coëffier de Ruzé, marquis d'Effiat                                                    | 1626              | 1632              | Ministres de Louis XIII | Louis XIII 1617-1643                           |
| 32 et 33                                                                       | Claude de Bullion ; Claude Bouthillier                                                        | 1632              | 1640              | Ministres de Louis XIII | Louis XIII 1617-1643                           |
| 34                                                                             | Claude Bouthillier                                                                            | 1640              | 1643              | Ministres de Louis XIII | Louis XIII 1617-1643                           |
| 35, 36 et 37                                                                   | Nicolas de Bailleul ; Claude de Mesmes, comte d'Avaux ; Michel Particelli d'Émery             | 1643              | 1647              | Ministres de Louis XIV  | Reine Anne d'Autriche Régence de 1643 à 1651   |
| 38 et 39                                                                       | Claude de Mesmes, comte d'Avaux ; Michel Particelli d'Émery                                   | 1647              | 1648              | Ministres de Louis XIV  | Reine Anne d'Autriche Régence de 1643 à 1651   |
| 38 et 39                                                                       | Claude de Mesmes, comte d'Avaux ; Michel Particelli d'Émery                                   |                   | 1648              | Ministres de Louis XIV  | Reine Anne d'Autriche Régence de 1643 à 1651   |
| 40                                                                             | Claude de Mesmes, comte d'Avaux                                                               | 1648              | 1650              | Ministres de Louis XIV  | Reine Anne d'Autriche Régence de 1643 à 1651   |
| 41                                                                             | Charles de La Porte, seigneur de La Meilleraye                                                | 1648              | 1649              | Ministres de Louis XIV  | Reine Anne d'Autriche Régence de 1643 à 1651   |
| 42 et 43                                                                       | Michel Particelli d'Émery ; Claude de Mesmes                                                  | 1649              | 1650              | Ministres de Louis XIV  | Reine Anne d'Autriche Régence de 1643 à 1651   |
| 44                                                                             | René de Longueil, marquis de Maisons                                                          | 1650              | 1651              | Ministres de Louis XIV  | Reine Anne d'Autriche Régence de 1643 à 1651   |
| 45                                                                             | Charles de La Vieuville, marquis puis duc de La Vieuville                                     | 1651              | 1653              | Ministres de Louis XIV  | Louis XIV 1651-1715                            |
| 46 et 47                                                                       | Nicolas Fouquet ; Abel Servien                                                                | 1653              | 1659              | Ministres de Louis XIV  | Louis XIV 1651-1715                            |
| 48                                                                             | Nicolas Fouquet                                                                               | 1659              | 1661              | Ministres de Louis XIV  | Louis XIV 1651-1715                            |
| 49                                                                             | Jean-Baptiste Colbert                                                                         | Septembre 1661    | 1683              | Ministres de Louis XIV  | Louis XIV 1651-1715                            |
| 50                                                                             | Claude Le Peletier                                                                            | Septembre 1683    | 1689              | Ministres de Louis XIV  | Louis XIV 1651-1715                            |
| 51                                                                             | Louis Phélypeaux                                                                              | 20 septembre 1689 | 1699              | Ministres de Louis XIV  | Louis XIV 1651-1715                            |
| 52                                                                             | Michel Chamillart                                                                             | 5 septembre 1699  | 20 février 1708   | Ministres de Louis XIV  | Louis XIV 1651-1715                            |
| 53                                                                             | Nicolas Desmarets                                                                             | 20 février 1708   | 15 septembre 1715 | Ministres de Louis XIV  | Louis XIV 1651-1715                            |
| Polysynodie à partir de 1715                                                   |                                                                                               |                   |                   |                         |                                                |
| 54                                                                             | Adrien Maurice, duc de Noailles                                                               | 1er octobre 1715  | 28 janvier 1718   | Ministres de Louis XV   | Philippe, duc d'Orléans Régence de 1715 à 1723 |
| 55                                                                             | Marc-René de Voyer de Paulmy d'Argenson                                                       | 28 janvier 1718   | 5 janvier 1720    | Ministres de Louis XV   | Philippe, duc d'Orléans Régence de 1715 à 1723 |
| 56                                                                             | John Law                                                                                      | 5 janvier 1720    | 28 mai 1720       | Ministres de Louis XV   | Philippe, duc d'Orléans Régence de 1715 à 1723 |
| 57                                                                             | Michel Robert Le Peletier des Forts                                                           | 28 mai 1720       | 11 décembre 1720  | Ministres de Louis XV   | Philippe, duc d'Orléans Régence de 1715 à 1723 |
| 58                                                                             | Félix Le Peletier de La Houssaye                                                              | 11 décembre 1720  | 21 avril 1722     | Ministres de Louis XV   | Philippe, duc d'Orléans Régence de 1715 à 1723 |
| Fin de la polysynodie en 1718 (arrêt théorique) ou en 1723 (fin de la régence) |                                                                                               |                   |                   | Ministres de Louis XV   | Philippe, duc d'Orléans Régence de 1715 à 1723 |
| 59                                                                             | Charles Gaspard Dodun                                                                         | 21 avril 1722     | 14 juin 1726      | Ministres de Louis XV   | Philippe, duc d'Orléans Régence de 1715 à 1723 |
| 59                                                                             | Charles Gaspard Dodun                                                                         | 21 avril 1722     | 14 juin 1726      | Ministres de Louis XV   | Louis XV 1723-1774                             |
| 60                                                                             | Michel Robert Le Peletier des Forts                                                           | 15 juin 1726      | 19 mars 1730      | Ministres de Louis XV   |                                                |
| 61                                                                             | Philibert Orry                                                                                | 19 mars 1730      | 5 décembre 1745   | Ministres de Louis XV   |                                                |
| 61                                                                             | Philibert Orry                                                                                |                   | 5 décembre 1745   | Ministres de Louis XV   |                                                |
| 62                                                                             | Jean-Baptiste de Machault d'Arnouville                                                        | 6 décembre 1745   | 30 juillet 1754   | Ministres de Louis XV   |                                                |
| 63                                                                             | Jean Moreau de Séchelles                                                                      | 30 juillet 1753   | 24 avril 1756     | Ministres de Louis XV   |                                                |
| 64                                                                             | François Marie Peyrenc de Moras                                                               | 24 avril 1756     | 25 août 1757      | Ministres de Louis XV   |                                                |
| 65                                                                             | Jean de Boullongne                                                                            | 25 août 1757      | 4 mars 1759       | Ministres de Louis XV   |                                                |
| 66                                                                             | Étienne de Silhouette                                                                         | 4 mars 1759       | 21 novembre 1759  | Ministres de Louis XV   |                                                |
| 67                                                                             | Henri Bertin                                                                                  | 23 novembre 1759  | 14 décembre 1763  | Ministres de Louis XV   |                                                |
| 68                                                                             | Clément Charles François de L'Averdy                                                          | 14 décembre 1763  | 20 septembre 1768 | Ministres de Louis XV   |                                                |
| 69                                                                             | Étienne Maynon d'Invault                                                                      | 22 septembre 1768 | 19 décembre 1769  | Ministres de Louis XV   |                                                |
| 70                                                                             | Joseph Marie Terray                                                                           | 22 décembre 1769  | 24 août 1774      | Ministres de Louis XV   |                                                |
| 71                                                                             | Anne Robert Jacques Turgot                                                                    | 24 août 1773      | 12 mai 1776       | Ministres de Louis XV   |                                                |
| 71                                                                             | Anne Robert Jacques Turgot                                                                    | 24 août 1773      | 12 mai 1776       | Ministres de Louis XVI  | Louis XVI du 10 mai 1774 au 10 août 1792       |
| 72                                                                             | Jean Étienne Bernard Clugny de Nuits                                                          | 21 mai 1776       | 18 octobre 1776   | Ministres de Louis XVI  | Louis XVI du 10 mai 1774 au 10 août 1792       |
| 73                                                                             | Louis Gabriel Taboureau des Réaux                                                             | 21 octobre 1776   | 29 juin 1777      | Ministres de Louis XVI  | Louis XVI du 10 mai 1774 au 10 août 1792       |
| 74                                                                             | Jacques Necker                                                                                | 29 juin 1777      | 19 mai 1781       | Ministres de Louis XVI  | Louis XVI du 10 mai 1774 au 10 août 1792       |
| 75                                                                             | Jean-François Joly de Fleury                                                                  | 21 mai 1781       | 29 mars 1783      | Ministres de Louis XVI  | Louis XVI du 10 mai 1774 au 10 août 1792       |
| 76                                                                             | Henri Lefèvre d'Ormesson                                                                      | 29 mars 1783      | 1er novembre 1783 | Ministres de Louis XVI  | Louis XVI du 10 mai 1774 au 10 août 1792       |
| 77                                                                             | Charles-Alexandre de Calonne                                                                  | 3 novembre 1783   | 9 avril 1787      | Ministres de Louis XVI  | Louis XVI du 10 mai 1774 au 10 août 1792       |
| 78                                                                             | Michel Bouvard de Fourqueux                                                                   | 10 avril 1787     | 2 mai 1787        | Ministres de Louis XVI  | Louis XVI du 10 mai 1774 au 10 août 1792       |
| 79                                                                             | Pierre-Charles Laurent de Villedeuil                                                          | 3 mai 1787        | 31 août 1787      | Ministres de Louis XVI  | Louis XVI du 10 mai 1774 au 10 août 1792       |
| 80                                                                             | Claude Guillaume Lambert                                                                      | 31 août 1787      | 26 août 1788      | Ministres de Louis XVI  | Louis XVI du 10 mai 1774 au 10 août 1792       |
| 81                                                                             | Jacques Necker                                                                                | 26 août 1788      | 13 juillet 1789   | Ministres de Louis XVI  | Louis XVI du 10 mai 1774 au 10 août 1792       |
| 82                                                                             | Joseph François Foullon                                                                       | 13 juillet 1789   | 16 juillet 1789   | Ministres de Louis XVI  | Louis XVI du 10 mai 1774 au 10 août 1792       |

## Monarchie absolue (1789 — 1791) puis constitutionnelle (1791 — 1792)
| Numéro | Ministre                                | Début            | Fin              | Gouvernement           | Chef de l'État                           |
| ------ | --------------------------------------- | ---------------- | ---------------- | ---------------------- | ---------------------------------------- |
| 83     | Jacques Necker                          | 16 juillet 1789  | 4 septembre 1790 | Ministres de Louis XVI | Louis XVI du 10 mai 1774 au 10 août 1792 |
| 84     | Claude Guillaume Lambert de Chamerolles | 4 septembre 1790 | 4 décembre 1790  | Ministres de Louis XVI | Louis XVI du 10 mai 1774 au 10 août 1792 |
| 85     | Claude Antoine de Valdec de Lessart     | 4 décembre 1790  | 27 avril 1791    | Ministres de Louis XVI | Louis XVI du 10 mai 1774 au 10 août 1792 |
| 86     | Claude Antoine de Valdec de Lessart     | 27 avril 1791    | 29 mai 1791      | Ministres de Louis XVI | Louis XVI du 10 mai 1774 au 10 août 1792 |
| 87     | Louis-Hardouin Tarbé                    | 29 mai 1791      | 24 mars 1792     | Ministres de Louis XVI | Louis XVI du 10 mai 1774 au 10 août 1792 |
| 88     | Étienne Clavière                        | 24 mars 1792     | 13 juin 1792     | Ministres de Louis XVI | Louis XVI du 10 mai 1774 au 10 août 1792 |
| 89     | Antoine Duranthon                       | 13 juin 1792     | 18 juin 1792     | Ministres de Louis XVI | Louis XVI du 10 mai 1774 au 10 août 1792 |
| 90     | Jules-Émile-François Hervé de Beaulieu  | 18 juin 1792     | 29 juillet 1792  | Ministres de Louis XVI | Louis XVI du 10 mai 1774 au 10 août 1792 |
| 91     | René Delaville-Leroulx                  | 29 juillet 1792  | 10 août 1792     | Ministres de Louis XVI | Louis XVI du 10 mai 1774 au 10 août 1792 |

## Première République (1792 — 1804) puis Premier Empire (1804 — 1814)
| Numéro                    | Ministre                                           | Début                                                | Fin              | Gouvernement                                | Chef de l'État                                                                                           |
| ------------------------- | -------------------------------------------------- | ---------------------------------------------------- | ---------------- | ------------------------------------------- | --- |
| 92                        | Étienne Clavière                                   | 10 août 1792                                         | 13 juin 1793     | Ministres de la Convention                  | Conseil Exécutif Provisoire / Assemblée nationale législative du 11 août 1792 au 20 septembre 1792       |
| 92                        | Étienne Clavière                                   | 10 août 1792                                         | 13 juin 1793     | Ministres de la Convention                  | Conseil Exécutif / Comité de salut public / Convention nationale du 21 septembre 1792 au 26 octobre 1795 |
| 93                        | Louis Grégoire Deschamps Destournelles             | 13 juin 1793                                         | 20 avril 1794    | Ministres de la Convention                  | |
| 94                        | Guillaume-Charles Faipoult                         | 8 novembre 1795                                      | 14 février 1796  | Ministres du Directoire                     | Directoire du 1er novembre 1795 au 10 novembre 1799                                                      |
| 95                        | Dominique-Vincent Ramel-Nogaret                    | 14 février 1796                                      | 20 juillet 1799  | Ministres du Directoire                     | Directoire du 1er novembre 1795 au 10 novembre 1799                                                      |
| 96                        | Robert Lindet                                      | 20 juillet 1799                                      | 10 novembre 1799 | Ministres du Directoire                     | Directoire du 1er novembre 1795 au 10 novembre 1799                                                      |
| 97                        | Martin Gaudin                                      | 11 novembre 1799                                     | 1er avril 1814   | Ministres du Consulat                       | Consulat du 11 novembre 1799 au 18 mai 1804                                                              |
|                           | François Barbé-Marbois (ministre du Trésor public) | 27 septembre 1801                                    | 27 janvier 1806  | Ministres du Consulat                       | Consulat du 11 novembre 1799 au 18 mai 1804                                                              |
| Ministres de Napoléon Ier | François Barbé-Marbois (ministre du Trésor public) | 27 septembre 1801                                    | 27 janvier 1806  | Napoléon Ier du 18 mai 1804 au 6 avril 1814 | |
| Ministres de Napoléon Ier |                                                    | Nicolas François Mollien (ministre du Trésor public) | 27 janvier 1806  | Napoléon Ier du 18 mai 1804 au 6 avril 1814 | 1er avril 1814                                                                                           |

## Première Restauration (1814 — 1815) puis Cent Jours (mars — juillet 1815)
| Numéro | Ministre                                   | Début        | Fin            | Gouvernement                             | Chef de l'État                                        |
| ------ | ------------------------------------------ | ------------ | -------------- | ---------------------------------------- | ----------------------------------------------------- |
| 98     | Joseph-Dominique Louis dit baron Louis     | 3 avril 1814 | 20 mars 1815   | Gouvernement provisoire de 1814          | Louis XVIII de France du 6 avril 1814 au 20 mars 1815 |
| 98     | Joseph-Dominique Louis dit baron Louis     | 3 avril 1814 | 20 mars 1815   | Gouvernement de la Première Restauration | Louis XVIII de France du 6 avril 1814 au 20 mars 1815 |
| 99     | Martin Michel Charles Gaudin, duc de Gaète | 20 mars 1815 | 7 juillet 1815 | Gouvernement des Cent-Jours              | Napoléon Ier du 20 mars 1815 au 22 juin 1815          |
| 99     | Martin Michel Charles Gaudin, duc de Gaète | 20 mars 1815 | 7 juillet 1815 | Commission Napoléon II                   | Napoléon II du 22 juin 1815 au 7 juillet 1815         |

## Seconde Restauration (1815 — 1830)
| Numéro | Ministre                           | Début             | Fin               | Gouvernement                                     | Chef de l'État                                     |
| ------ | ---------------------------------- | ----------------- | ----------------- | ------------------------------------------------ | -------------------------------------------------- |
| 100    | Joseph-Dominique Louis             | 9 juillet 1815    | 26 septembre 1815 | Ministère Charles-Maurice de Talleyrand-Périgord | Louis XVIII du 8 juillet 1815 au 16 septembre 1824 |
| 101    | Louis-Emmanuel Corvetto            | 26 septembre 1815 | 7 décembre 1818   | Ministère Armand du Plessis de Richelieu (1)     | Louis XVIII du 8 juillet 1815 au 16 septembre 1824 |
| 102    | Antoine Roy                        | 7 décembre 1818   | 30 décembre 1818  | Ministère Armand du Plessis de Richelieu (1)     | Louis XVIII du 8 juillet 1815 au 16 septembre 1824 |
| 103    | Joseph-Dominique Louis             | 30 décembre 1818  | 19 novembre 1819  | Ministère Jean Joseph Dessolles                  | Louis XVIII du 8 juillet 1815 au 16 septembre 1824 |
| 104    | Antoine Roy                        | 19 novembre 1819  | 14 décembre 1821  | Ministère Élie Decazes                           | Louis XVIII du 8 juillet 1815 au 16 septembre 1824 |
| 104    | Antoine Roy                        | 19 novembre 1819  | 14 décembre 1821  | Ministère Armand du Plessis de Richelieu (2)     | Charles X du 16 septembre 1824 au 2 août 1830      |
| 105    | Jean-Baptiste, comte de Villèle    | 14 décembre 1821  | 4 janvier 1828    | Ministère Jean-Baptiste de Villèle               | Charles X du 16 septembre 1824 au 2 août 1830      |
| 105    | Jean-Baptiste, comte de Villèle    | 14 décembre 1821  | 4 janvier 1828    | Ministère Armand du Plessis de Richelieu (2)     | Charles X du 16 septembre 1824 au 2 août 1830      |
| 105    | Jean-Baptiste, comte de Villèle    | 14 décembre 1821  | 4 janvier 1828    | Ministère Jean-Baptiste de Villèle               | Charles X du 16 septembre 1824 au 2 août 1830      |
| 106    | Antoine Roy                        | 4 janvier 1828    | 8 août 1829       | Ministère Jean-Baptiste de Martignac             | Charles X du 16 septembre 1824 au 2 août 1830      |
| 107    | Christophe de Chabrol de Crouzol   | 8 août 1829       | 19 mai 1830       | Ministère Jules de Polignac                      | Charles X du 16 septembre 1824 au 2 août 1830      |
| 108    | Guillaume-Isidore Baron de Montbel | 19 mai 1830       | 31 juillet 1830   | Ministère Jules de Polignac                      | Charles X du 16 septembre 1824 au 2 août 1830      |
| 108    | Guillaume-Isidore Baron de Montbel | 19 mai 1830       | 31 juillet 1830   | Ministère Casimir de Rochechouart de Mortemart   | Charles X du 16 septembre 1824 au 2 août 1830      |

## Monarchie de Juillet (1830 — 1848)
| Numéro | Ministre                             | Début            | Fin              | Gouvernement                                          | Chef de l'État                                       |
| ------ | ------------------------------------ | ---------------- | ---------------- | ----------------------------------------------------- | ---------------------------------------------------- |
| 109    | Joseph-Dominique Louis               | 31 juillet 1830  | 2 novembre 1830  | Ministère nommé par la commission municipale de Paris |                                                      |
| 109    | Joseph-Dominique Louis               | 31 juillet 1830  | 2 novembre 1830  | Premier ministère du règne de Louis-Philippe Ier      | Louis-Philippe Ier du 9 août 1830 au 28 février 1848 |
| 110    | Jacques Laffitte                     | 2 novembre 1830  | 13 mars 1831     | Gouvernement Jacques Laffitte                         | Louis-Philippe Ier du 9 août 1830 au 28 février 1848 |
| 111    | Joseph-Dominique Louis               | 13 mars 1831     | 11 octobre 1832  | Gouvernement Casimir Perier                           | Louis-Philippe Ier du 9 août 1830 au 28 février 1848 |
| 112    | Georges Humann                       | 11 octobre 1832  | 10 novembre 1834 | Gouvernement Nicolas Jean-de-Dieu Soult (1)           | Louis-Philippe Ier du 9 août 1830 au 28 février 1848 |
| 112    | Georges Humann                       | 11 octobre 1832  | 10 novembre 1834 | Gouvernement Étienne Maurice, Comte Gérard            | Louis-Philippe Ier du 9 août 1830 au 28 février 1848 |
| 113    | Hippolyte Passy                      | 10 novembre 1834 | 18 novembre 1834 | Gouvernement Hugues-Bernard Maret                     | Louis-Philippe Ier du 9 août 1830 au 28 février 1848 |
| 114    | Georges Humann                       | 18 novembre 1834 | 18 janvier 1836  | Gouvernement Édouard-Adolphe Mortier, duc de Trévise  | Louis-Philippe Ier du 9 août 1830 au 28 février 1848 |
| 114    | Georges Humann                       | 18 novembre 1834 | 18 janvier 1836  | Gouvernement Victor de Broglie                        | Louis-Philippe Ier du 9 août 1830 au 28 février 1848 |
| 115    | Antoine Maurice Apollinaire d'Argout | 18 janvier 1836  | 6 septembre 1836 |                                                       | Louis-Philippe Ier du 9 août 1830 au 28 février 1848 |
| 115    | Antoine Maurice Apollinaire d'Argout | 18 janvier 1836  | 6 septembre 1836 | Gouvernement Adolphe Thiers (1)                       | Louis-Philippe Ier du 9 août 1830 au 28 février 1848 |
| 116    | Tanneguy Duchâtel                    | 6 septembre 1836 | 15 avril 1837    | Gouvernement Louis Mathieu Molé (1)                   | Louis-Philippe Ier du 9 août 1830 au 28 février 1848 |
| 117    | Jean Lacave-Laplagne                 | 15 avril 1837    | 31 mars 1839     | Gouvernement Louis Mathieu Molé (2)                   | Louis-Philippe Ier du 9 août 1830 au 28 février 1848 |
| 118    | Jean-Élie Gautier                    | 31 mars 1839     | 12 mai 1839      | Gouvernement Adrien de Gasparin                       | Louis-Philippe Ier du 9 août 1830 au 28 février 1848 |
| 119    | Hippolyte Passy                      | 12 mai 1839      | 1er mars 1840    | Gouvernement Nicolas Jean-de-Dieu Soult (2)           | Louis-Philippe Ier du 9 août 1830 au 28 février 1848 |
| 120    | Joseph Pelet de la Lozère            | 1er mars 1840    | 29 octobre 1840  | Gouvernement Adolphe Thiers (2)                       | Louis-Philippe Ier du 9 août 1830 au 28 février 1848 |
| 121    | Georges Humann                       | 29 octobre 1840  | 25 avril 1842    | Gouvernement Nicolas Jean-de-Dieu Soult (3)           | Louis-Philippe Ier du 9 août 1830 au 28 février 1848 |
| 122    | Jean Lacave-Laplagne                 | 25 avril 1842    | 9 mai 1847       | Gouvernement Nicolas Jean-de-Dieu Soult (3)           | Louis-Philippe Ier du 9 août 1830 au 28 février 1848 |
| 123    | Pierre Sylvain Dumon                 | 9 mai 1847       | 24 février 1848  | Gouvernement Nicolas Jean-de-Dieu Soult (3)           | Louis-Philippe Ier du 9 août 1830 au 28 février 1848 |
| 123    | Pierre Sylvain Dumon                 | 9 mai 1847       | 24 février 1848  | Gouvernement François-Pierre Guizot                   | Louis-Philippe Ier du 9 août 1830 au 28 février 1848 |

## Deuxième République (1848 — 1852)
| Numéro | Ministre                          | Début            | Fin              | Gouvernement                                              | Chef de l'État                                                  |
| ------ | --------------------------------- | ---------------- | ---------------- | --------------------------------------------------------- | --------------------------------------------------------------- |
| 127    | Michel Goudchaux                  | 24 février 1848  | 5 mars 1848      | Gouvernement provisoire                                   | Le chef du gouvernement est chef de l'exécutif de facto         |
| 128    | Louis-Antoine Garnier-Pagès       | 5 mars 1848      | 11 mai 1848      | Gouvernement provisoire                                   | Le chef du gouvernement est chef de l'exécutif de facto         |
| 128    | Louis-Antoine Garnier-Pagès       | 5 mars 1848      | 11 mai 1848      | Commission exécutive                                      | Le chef du gouvernement est chef de l'exécutif de facto         |
| 129    | Charles Duclerc                   | 11 mai 1848      | 28 juin 1848     |                                                           | Le chef du gouvernement est chef de l'exécutif de facto         |
| 130    | Michel Goudchaux                  | 28 juin 1848     | 25 octobre 1848  | Gouvernement du général Cavaignac                         | Le chef du gouvernement est chef de l'exécutif de facto         |
| 131    | Ariste Jacques Trouvé-Chauvel     | 25 octobre 1848  | 20 décembre 1848 | Gouvernement du général Cavaignac                         | Le chef du gouvernement est chef de l'exécutif de facto         |
| 132    | Hippolyte Passy                   | 20 décembre 1848 | 31 octobre 1849  | Gouvernement Odilon Barrot (1)                            | Louis-Napoléon Bonaparte du 20 décembre 1848 au 2 décembre 1852 |
| 133    | Achille Fould                     | 31 octobre 1849  | 24 janvier 1851  | Gouvernement Hautpoul                                     | Louis-Napoléon Bonaparte du 20 décembre 1848 au 2 décembre 1852 |
| 134    | Charles Lebègue, comte de Germiny | 24 janvier 1851  | 10 avril 1851    | Petit ministère                                           | Louis-Napoléon Bonaparte du 20 décembre 1848 au 2 décembre 1852 |
| 135    | Achille Fould                     | 10 avril 1851    | 26 octobre 1851  | Ministère Léon Faucher                                    | Louis-Napoléon Bonaparte du 20 décembre 1848 au 2 décembre 1852 |
| 136    | Antoine Blondel                   | 26 octobre 1851  | 23 novembre 1851 | Gouvernement Louis-Napoléon Bonaparte (Dernier ministère) | Louis-Napoléon Bonaparte du 20 décembre 1848 au 2 décembre 1852 |
| 137    | François, comte de Casabianca     | 23 novembre 1851 | 3 décembre 1851  | Gouvernement Louis-Napoléon Bonaparte (Dernier ministère) | Louis-Napoléon Bonaparte du 20 décembre 1848 au 2 décembre 1852 |

## Second Empire (1852 — 1870)
| Numéro | Ministre                      | Début            | Fin              | Gouvernement                              | Chef de l'État                                                  |
| ------ | ----------------------------- | ---------------- | ---------------- | ----------------------------------------- | --------------------------------------------------------------- |
| 138    | Achille Fould                 | 3 décembre 1851  | 22 janvier 1852  | Gouvernement Louis-Napoléon Bonaparte (1) | Louis-Napoléon Bonaparte du 20 décembre 1848 au 2 décembre 1852 |
| 138    | Achille Fould                 | 3 décembre 1851  | 22 janvier 1852  | Gouvernement Louis-Napoléon Bonaparte (2) | Louis-Napoléon Bonaparte du 20 décembre 1848 au 2 décembre 1852 |
| 138    | Achille Fould                 | 3 décembre 1851  | 22 janvier 1852  | Gouvernement Louis-Napoléon Bonaparte (3) | Napoléon III du 2 décembre 1852 au 4 septembre 1870             |
| 139    | Jean-Martial Bineau           | 22 janvier 1852  | 3 février 1855   | Gouvernement Louis-Napoléon Bonaparte (3) | Napoléon III du 2 décembre 1852 au 4 septembre 1870             |
| 140    | Pierre Magne                  | 3 février 1855   | 26 novembre 1860 | Gouvernement Louis-Napoléon Bonaparte (3) | Napoléon III du 2 décembre 1852 au 4 septembre 1870             |
| 141    | Adolphe de Forcade Laroquette | 26 novembre 1860 | 14 novembre 1861 | Gouvernement Louis-Napoléon Bonaparte (3) | Napoléon III du 2 décembre 1852 au 4 septembre 1870             |
| 142    | Achille Fould                 | 14 novembre 1861 | 20 janvier 1867  | Gouvernement Louis-Napoléon Bonaparte (3) | Napoléon III du 2 décembre 1852 au 4 septembre 1870             |
| 143    | Eugène Rouher                 | 20 janvier 1867  | 13 novembre 1867 | Gouvernement Louis-Napoléon Bonaparte (3) | Napoléon III du 2 décembre 1852 au 4 septembre 1870             |
| 144    | Pierre Magne                  | 13 novembre 1867 | 2 janvier 1870   | Gouvernement Louis-Napoléon Bonaparte (3) | Napoléon III du 2 décembre 1852 au 4 septembre 1870             |
| 144    | Pierre Magne                  | 13 novembre 1867 | 2 janvier 1870   | Gouvernement Louis-Napoléon Bonaparte (4) | Napoléon III du 2 décembre 1852 au 4 septembre 1870             |
| 145    | Louis Buffet                  | 2 janvier 1870   | 14 avril 1870    | Gouvernement Émile Ollivier               | Napoléon III du 2 décembre 1852 au 4 septembre 1870             |
| 146    | Alexis Segris                 | 14 avril 1870    | 10 août 1870     | Gouvernement Émile Ollivier               | Napoléon III du 2 décembre 1852 au 4 septembre 1870             |
| 147    | Pierre Magne                  | 10 août 1870     | 4 septembre 1870 | Gouvernement Charles Cousin-Montauban     | Napoléon III du 2 décembre 1852 au 4 septembre 1870             |

## Troisième République (1870 — 1940)
| Numéro | Ministre                       | Début             | Fin                     | Gouvernement                                   | Chef de l'État |
| ------ | ------------------------------ | ----------------- | ----------------------- | ---------------------------------------------- | --- |
| 148    | Ernest Picard                  | 4 septembre 1870  | 19 février 1871         | Gouvernement de la Défense nationale           | Le président du gouvernement est chef de l'exécutif de facto pendant la vacance de la fonction présidentielle                          |
| 149    | Louis Buffet                   | 19 février 1871   | 25 février 1871         | Gouvernement Jules Dufaure (1)                 | Adolphe Thiers « chef du Pouvoir exécutif » du 17 février 1871 au 31 août 1871                                                         |
| 150    | Augustin Pouyer-Quertier       | 25 février 1871   | 23 avril 1872           | Gouvernement Jules Dufaure (1)                 | Adolphe Thiers « chef du Pouvoir exécutif » du 17 février 1871 au 31 août 1871                                                         |
| 150    | Augustin Pouyer-Quertier       | 25 février 1871   | 23 avril 1872           | Gouvernement Jules Dufaure (1)                 | Adolphe Thiers président de la République du 31 août 1871 au 24 mai 1873                                                               |
| 151    | Eugène de Goulard              | 23 avril 1872     | 7 décembre 1872         | Gouvernement Jules Dufaure (1)                 | |
| 152    | Léon Say                       | 7 décembre 1872   | 25 mai 1873             | Gouvernement Jules Dufaure (1)                 | |
| 152    | Léon Say                       | 7 décembre 1872   | 25 mai 1873             | Gouvernement Jules Dufaure (2)                 | |
| 153    | Pierre Magne                   | 25 mai 1873       | 22 mai 1874             | Gouvernement Albert de Broglie (1)             | Patrice de Mac Mahon du 24 mai 1873 au 30 janvier 1879                                                                                 |
| 153    | Pierre Magne                   | 25 mai 1873       | 22 mai 1874             | Gouvernement Albert de Broglie (2)             | Patrice de Mac Mahon du 24 mai 1873 au 30 janvier 1879                                                                                 |
| 153    | Pierre Magne                   | 25 mai 1873       | 22 mai 1874             | Gouvernement Ernest Courtot de Cissey          | Patrice de Mac Mahon du 24 mai 1873 au 30 janvier 1879                                                                                 |
| 153    | Pierre Magne                   | 22 mai 1874       | 20 juillet 1874         |                                                | Patrice de Mac Mahon du 24 mai 1873 au 30 janvier 1879                                                                                 |
| 154    | Pierre Mathieu-Bodet           | 20 juillet 1874   | 10 mars 1875            |                                                | Patrice de Mac Mahon du 24 mai 1873 au 30 janvier 1879                                                                                 |
| 155    | Léon Say                       | 10 mars 1875      | 17 mai 1877             | Gouvernement Louis Buffet                      | Patrice de Mac Mahon du 24 mai 1873 au 30 janvier 1879                                                                                 |
| 155    | Léon Say                       | 10 mars 1875      | 17 mai 1877             | Gouvernement Jules Dufaure (3)                 | Patrice de Mac Mahon du 24 mai 1873 au 30 janvier 1879                                                                                 |
| 155    | Léon Say                       | 10 mars 1875      | 17 mai 1877             | Gouvernement Jules Dufaure (4)                 | Patrice de Mac Mahon du 24 mai 1873 au 30 janvier 1879                                                                                 |
| 155    | Léon Say                       | 10 mars 1875      | 17 mai 1877             | Gouvernement Jules Simon                       | Patrice de Mac Mahon du 24 mai 1873 au 30 janvier 1879                                                                                 |
| 156    | Eugène Caillaux                | 17 mai 1877       | 23 novembre 1877        | Gouvernement Albert de Broglie (3)             | Patrice de Mac Mahon du 24 mai 1873 au 30 janvier 1879                                                                                 |
| 157    | François-Ernest Dutilleul      | 23 novembre 1877  | 13 décembre 1877        | Gouvernement Gaétan de Rochebouët              | Patrice de Mac Mahon du 24 mai 1873 au 30 janvier 1879                                                                                 |
| 158    | Léon Say                       | 13 décembre 1877  | 28 décembre 1879        | Gouvernement Jules Dufaure (5)                 | Patrice de Mac Mahon du 24 mai 1873 au 30 janvier 1879                                                                                 |
| 158    | Léon Say                       | 13 décembre 1877  | 28 décembre 1879        | Gouvernement Jules Dufaure (5)                 | Jules Grévy du 30 janvier 1879 au 28 décembre 1885 puis réélu pour un 2e mandat jusqu'au 2 décembre 1887                               |
| 158    | Léon Say                       | 13 décembre 1877  | 28 décembre 1879        | Gouvernement William Henri Waddington          | Jules Grévy du 30 janvier 1879 au 28 décembre 1885 puis réélu pour un 2e mandat jusqu'au 2 décembre 1887                               |
| 159    | Joseph Magnin                  | 28 décembre 1879  | 14 novembre 1881        | Gouvernement Charles de Freycinet (1)          | Jules Grévy du 30 janvier 1879 au 28 décembre 1885 puis réélu pour un 2e mandat jusqu'au 2 décembre 1887                               |
| 159    | Joseph Magnin                  | 28 décembre 1879  | 14 novembre 1881        | Gouvernement Jules Ferry (1)                   | Jules Grévy du 30 janvier 1879 au 28 décembre 1885 puis réélu pour un 2e mandat jusqu'au 2 décembre 1887                               |
| 160    | François Allain-Targé          | 4 novembre 1881   | 30 janvier 1882         | Gouvernement Léon Gambetta                     | Jules Grévy du 30 janvier 1879 au 28 décembre 1885 puis réélu pour un 2e mandat jusqu'au 2 décembre 1887                               |
| 161    | Léon Say                       | 30 janvier 1882   | 7 août 1882             | Gouvernement Charles de Freycinet (2)          | Jules Grévy du 30 janvier 1879 au 28 décembre 1885 puis réélu pour un 2e mandat jusqu'au 2 décembre 1887                               |
| 162    | Pierre Tirard                  | 7 août 1882       | 6 avril 1885            | Gouvernement Charles Duclerc                   | Jules Grévy du 30 janvier 1879 au 28 décembre 1885 puis réélu pour un 2e mandat jusqu'au 2 décembre 1887                               |
| 162    | Pierre Tirard                  | 7 août 1882       | 6 avril 1885            | Gouvernement Armand Fallières                  | Jules Grévy du 30 janvier 1879 au 28 décembre 1885 puis réélu pour un 2e mandat jusqu'au 2 décembre 1887                               |
| 162    | Pierre Tirard                  | 7 août 1882       | 6 avril 1885            | Gouvernement Jules Ferry (2)                   | Jules Grévy du 30 janvier 1879 au 28 décembre 1885 puis réélu pour un 2e mandat jusqu'au 2 décembre 1887                               |
| 163    | Jean-Jules Clamageran          | 6 avril 1885      | 16 avril 1885           | Gouvernement Henri Brisson (1)                 | Jules Grévy du 30 janvier 1879 au 28 décembre 1885 puis réélu pour un 2e mandat jusqu'au 2 décembre 1887                               |
| 164    | Sadi Carnot                    | 16 avril 1885     | 11 décembre 1886        | Gouvernement Henri Brisson (1)                 | Jules Grévy du 30 janvier 1879 au 28 décembre 1885 puis réélu pour un 2e mandat jusqu'au 2 décembre 1887                               |
| 164    | Sadi Carnot                    | 16 avril 1885     | 11 décembre 1886        | Gouvernement Charles de Freycinet (3)          | Jules Grévy du 30 janvier 1879 au 28 décembre 1885 puis réélu pour un 2e mandat jusqu'au 2 décembre 1887                               |
| 165    | Albert Dauphin                 | 11 décembre 1886  | 30 mai 1887             | Gouvernement René Goblet                       | Jules Grévy du 30 janvier 1879 au 28 décembre 1885 puis réélu pour un 2e mandat jusqu'au 2 décembre 1887                               |
| 166    | Maurice Rouvier                | 30 mai 1887       | 12 décembre 1887        | Gouvernement Maurice Rouvier (1)               | Jules Grévy du 30 janvier 1879 au 28 décembre 1885 puis réélu pour un 2e mandat jusqu'au 2 décembre 1887                               |
| 166    | Maurice Rouvier                | 30 mai 1887       | 12 décembre 1887        | Sadi Carnot du 3 décembre 1887 au 25 juin 1894 | |
| 167    | Pierre Tirard                  | 12 décembre 1887  | 3 avril 1888            | Gouvernement Pierre Tirard (1)                 | |
| 168    | Paul Peytral                   | 3 avril 1888      | 22 février 1889         | Gouvernement Charles Floquet                   | |
| 169    | Maurice Rouvier                | 22 février 1889   | 12 décembre 1892        | Gouvernement Pierre Tirard (2)                 | |
| 169    | Maurice Rouvier                | 22 février 1889   | 12 décembre 1892        | Gouvernement Charles de Freycinet (4)          | |
| 169    | Maurice Rouvier                | 22 février 1889   | 12 décembre 1892        | Gouvernement Émile Loubet                      | |
| 170    | Pierre Tirard                  | 13 décembre 1892  | 4 avril 1893            | Gouvernement Alexandre Ribot (1)               | |
| 170    | Pierre Tirard                  | 13 décembre 1892  | 4 avril 1893            | Gouvernement Alexandre Ribot (2)               | |
| 171    | Paul Peytral                   | 4 avril 1893      | 3 décembre 1893         | Gouvernement Charles Dupuy (1)                 | |
| 172    | Auguste Burdeau                | 3 décembre 1893   | 30 mai 1894             | Gouvernement Jean Casimir-Perier               | |
| 173    | Raymond Poincaré               | 30 mai 1894       | 26 janvier 1895         | Gouvernement Charles Dupuy (2)                 | |
| 173    | Raymond Poincaré               | 30 mai 1894       | 26 janvier 1895         | Gouvernement Charles Dupuy (3)                 | Jean Casimir-Perier du 27 juin 1894 au 15 janvier 1895                                                                                 |
| 174    | Alexandre Ribot                | 26 janvier 1895   | 1er novembre 1895       | Gouvernement Alexandre Ribot (3)               | Félix Faure du 17 janvier 1895 au 16 février 1899                                                                                      |
| 175    | Paul Doumer                    | 1er novembre 1895 | 29 avril 1896           | Gouvernement Léon Bourgeois                    | Félix Faure du 17 janvier 1895 au 16 février 1899                                                                                      |
| 176    | Georges Cochery                | 29 avril 1896     | 28 juin 1898            | Gouvernement Jules Méline                      | Félix Faure du 17 janvier 1895 au 16 février 1899                                                                                      |
| 177    | Paul Peytral                   | 28 juin 1898      | 22 juin 1899            | Gouvernement Henri Brisson (2)                 | Félix Faure du 17 janvier 1895 au 16 février 1899                                                                                      |
| 177    | Paul Peytral                   | 28 juin 1898      | 22 juin 1899            | Gouvernement Charles Dupuy (4)                 | Félix Faure du 17 janvier 1895 au 16 février 1899                                                                                      |
| 177    | Paul Peytral                   | 28 juin 1898      | 22 juin 1899            | Gouvernement Charles Dupuy (5)                 | Félix Faure du 17 janvier 1895 au 16 février 1899                                                                                      |
| 176    | Georges Cochery                | 29 avril 1896     | 28 juin 1898            | Gouvernement Jules Méline                      | Félix Faure du 17 janvier 1895 au 16 février 1899                                                                                      |
| 177    | Paul Peytral                   | 28 juin 1898      | 22 juin 1899            | Gouvernement Henri Brisson (2)                 | Félix Faure du 17 janvier 1895 au 16 février 1899                                                                                      |
| 177    | Paul Peytral                   | 28 juin 1898      | 22 juin 1899            | Gouvernement Charles Dupuy (4)                 | Félix Faure du 17 janvier 1895 au 16 février 1899                                                                                      |
| 177    | Paul Peytral                   | 28 juin 1898      | 22 juin 1899            | Gouvernement Charles Dupuy (5)                 | Émile Loubet du 18 février 1899 au 18 février 1906                                                                                     |
| 178    | Joseph Caillaux                | 22 juin 1899      | 7 juin 1902             | Gouvernement Pierre Waldeck-Rousseau           | Émile Loubet du 18 février 1899 au 18 février 1906                                                                                     |
| 179    | Maurice Rouvier                | 7 juin 1902       | 17 juin 1905            | Gouvernement Émile Combes                      | Émile Loubet du 18 février 1899 au 18 février 1906                                                                                     |
| 179    | Maurice Rouvier                | 7 juin 1902       | 17 juin 1905            | Gouvernement Maurice Rouvier (2)               | Émile Loubet du 18 février 1899 au 18 février 1906                                                                                     |
| 180    | Pierre Merlou                  | 17 juin 1905      | 14 mars 1906            | Gouvernement Maurice Rouvier (2)               | Émile Loubet du 18 février 1899 au 18 février 1906                                                                                     |
| 180    | Pierre Merlou                  | 17 juin 1905      | 14 mars 1906            | Gouvernement Maurice Rouvier (3)               | Armand Fallières du 18 février 1906 au 18 février 1913                                                                                 |
| 181    | Raymond Poincaré               | 14 mars 1906      | 25 octobre 1906         | Gouvernement Ferdinand Sarrien                 | Armand Fallières du 18 février 1906 au 18 février 1913                                                                                 |
| 182    | Joseph Caillaux                | 25 octobre 1906   | 24 juillet 1909         | Gouvernement Georges Clemenceau (1)            | Armand Fallières du 18 février 1906 au 18 février 1913                                                                                 |
| 183    | Georges Cochery                | 24 juillet 1909   | 3 novembre 1910         | Gouvernement Aristide Briand (1)               | Armand Fallières du 18 février 1906 au 18 février 1913                                                                                 |
| 184    | Louis-Lucien Klotz             | 3 novembre 1910   | 2 mars 1911             | Gouvernement Aristide Briand (2)               | Armand Fallières du 18 février 1906 au 18 février 1913                                                                                 |
| 185    | Joseph Caillaux                | 2 mars 1911       | 27 juin 1911            | Gouvernement Ernest Monis                      | Armand Fallières du 18 février 1906 au 18 février 1913                                                                                 |
| 186    | Louis-Lucien Klotz             | 27 juin 1911      | 22 mars 1913            | Gouvernement Joseph Caillaux                   | Armand Fallières du 18 février 1906 au 18 février 1913                                                                                 |
| 186    | Louis-Lucien Klotz             | 27 juin 1911      | 22 mars 1913            | Gouvernement Raymond Poincaré (1)              | Armand Fallières du 18 février 1906 au 18 février 1913                                                                                 |
| 186    | Louis-Lucien Klotz             | 27 juin 1911      | 22 mars 1913            | Gouvernement Aristide Briand (3)               | Armand Fallières du 18 février 1906 au 18 février 1913                                                                                 |
| 187    | Charles Dumont                 | 2 mars 1913       | 9 décembre 1913         | Gouvernement Aristide Briand (4)               | Raymond Poincaré du 18 février 1913 au 18 février 1920                                                                                 |
| 187    | Charles Dumont                 | 2 mars 1913       | 9 décembre 1913         | Gouvernement Louis Barthou                     | Raymond Poincaré du 18 février 1913 au 18 février 1920                                                                                 |
| 188    | Joseph Caillaux                | 9 décembre 1913   | 17 mars 1914            | Gouvernement Gaston Doumergue (1)              | Raymond Poincaré du 18 février 1913 au 18 février 1920                                                                                 |
| 189    | René Renoult                   | 17 mars 1914      | 9 juin 1914             | Gouvernement Gaston Doumergue (1)              | Raymond Poincaré du 18 février 1913 au 18 février 1920                                                                                 |
| 190    | Étienne Clémentel              | 9 juin 1914       | 13 juin 1914            | Gouvernement Alexandre Ribot (4)               | Raymond Poincaré du 18 février 1913 au 18 février 1920                                                                                 |
| 191    | Joseph Noulens                 | 13 juin 1914      | 26 août 1914            | Gouvernement René Viviani (1)                  | Raymond Poincaré du 18 février 1913 au 18 février 1920                                                                                 |
| 192    | Alexandre Ribot                | 26 août 1914      | 20 mars 1917            | Gouvernement René Viviani (2)                  | Raymond Poincaré du 18 février 1913 au 18 février 1920                                                                                 |
| 192    | Alexandre Ribot                | 26 août 1914      | 20 mars 1917            | Gouvernement Aristide Briand (5)               | Raymond Poincaré du 18 février 1913 au 18 février 1920                                                                                 |
| 192    | Alexandre Ribot                | 26 août 1914      | 20 mars 1917            | Gouvernement Aristide Briand (6)               | Raymond Poincaré du 18 février 1913 au 18 février 1920                                                                                 |
| 193    | Joseph Thierry                 | 20 mars 1917      | 12 septembre 1917       | Gouvernement Alexandre Ribot (5)               | Raymond Poincaré du 18 février 1913 au 18 février 1920                                                                                 |
| 194    | Louis-Lucien Klotz             | 12 septembre 1917 | 20 janvier 1920         | Gouvernement Paul Painlevé (1)                 | Raymond Poincaré du 18 février 1913 au 18 février 1920                                                                                 |
| 194    | Louis-Lucien Klotz             | 12 septembre 1917 | 20 janvier 1920         | Gouvernement Georges Clemenceau (2)            | Raymond Poincaré du 18 février 1913 au 18 février 1920                                                                                 |
| 195    | Frédéric François-Marsal       | 20 janvier 1920   | 16 janvier 1921         | Gouvernement Alexandre Millerand (1)           | Paul Deschanel du 18 février 1920 au 21 septembre 1920                                                                                 |
| 195    | Frédéric François-Marsal       | 20 janvier 1920   | 16 janvier 1921         | Gouvernement Alexandre Millerand (2)           | Paul Deschanel du 18 février 1920 au 21 septembre 1920                                                                                 |
| 195    | Frédéric François-Marsal       | 20 janvier 1920   | 16 janvier 1921         | Gouvernement Georges Leygues                   | Alexandre Millerand du 23 septembre 1920 au 11 juin 1924                                                                               |
| 196    | Paul Doumer                    | 16 janvier 1921   | 15 janvier 1922         | Gouvernement Aristide Briand (7)               | Alexandre Millerand du 23 septembre 1920 au 11 juin 1924                                                                               |
| 197    | Charles de Lasteyrie           | 15 janvier 1922   | 29 mars 1924            | Gouvernement Raymond Poincaré (2)              | Alexandre Millerand du 23 septembre 1920 au 11 juin 1924                                                                               |
| 198    | Frédéric François-Marsal       | 29 mars 1924      | 14 juin 1924            | Gouvernement Raymond Poincaré (3)              | Alexandre Millerand du 23 septembre 1920 au 11 juin 1924                                                                               |
| 198    | Frédéric François-Marsal       | 29 mars 1924      | 14 juin 1924            | Gouvernement Frédéric François-Marsal          | Alexandre Millerand du 23 septembre 1920 au 11 juin 1924                                                                               |
| 199    | Étienne Clémentel              | 14 juin 1924      | 3 avril 1925            | Gouvernement Édouard Herriot (1)               | Gaston Doumergue du 13 juin 1924 au 13 juin 1931                                                                                       |
| 200    | Anatole de Monzie              | 3 avril 1925      | 17 avril 1925           | Gouvernement Édouard Herriot (1)               | Gaston Doumergue du 13 juin 1924 au 13 juin 1931                                                                                       |
| 201    | Joseph Caillaux                | 17 avril 1925     | 29 octobre 1925         | Gouvernement Édouard Herriot (1)               | Gaston Doumergue du 13 juin 1924 au 13 juin 1931                                                                                       |
| 202    | Paul Painlevé                  | 29 octobre 1925   | 28 novembre 1925        | Gouvernement Paul Painlevé (2)                 | Gaston Doumergue du 13 juin 1924 au 13 juin 1931                                                                                       |
| 202    | Paul Painlevé                  | 29 octobre 1925   | 28 novembre 1925        | Gouvernement Paul Painlevé (3)                 | Gaston Doumergue du 13 juin 1924 au 13 juin 1931                                                                                       |
| 203    | Louis Loucheur                 | 28 novembre 1925  | 16 décembre 1925        | Gouvernement Aristide Briand (8)               | Gaston Doumergue du 13 juin 1924 au 13 juin 1931                                                                                       |
| 204    | Paul Doumer                    | 16 décembre 1925  | 9 mars 1926             | Gouvernement Aristide Briand (8)               | Gaston Doumergue du 13 juin 1924 au 13 juin 1931                                                                                       |
| 205    | Raoul Péret                    | 9 mars 1926       | 23 juin 1926            | Gouvernement Aristide Briand (9)               | Gaston Doumergue du 13 juin 1924 au 13 juin 1931                                                                                       |
| 206    | Joseph Caillaux                | 23 juin 1926      | 19 juillet 1926         | Gouvernement Aristide Briand (10)              | Gaston Doumergue du 13 juin 1924 au 13 juin 1931                                                                                       |
| 207    | Anatole de Monzie              | 19 juillet 1926   | 23 juillet 1926         | Gouvernement Édouard Herriot (2)               | Gaston Doumergue du 13 juin 1924 au 13 juin 1931                                                                                       |
| 208    | Raymond Poincaré               | 23 juillet 1926   | 11 novembre 1928        | Gouvernement Raymond Poincaré (4)              | Gaston Doumergue du 13 juin 1924 au 13 juin 1931                                                                                       |
| 209    | Henry Chéron                   | 11 novembre 1928  | 21 février 1930         | Gouvernement Raymond Poincaré (5)              | Gaston Doumergue du 13 juin 1924 au 13 juin 1931                                                                                       |
| 209    | Henry Chéron                   | 11 novembre 1928  | 21 février 1930         | Gouvernement Aristide Briand (11)              | Gaston Doumergue du 13 juin 1924 au 13 juin 1931                                                                                       |
| 209    | Henry Chéron                   | 11 novembre 1928  | 21 février 1930         | Gouvernement André Tardieu (1)                 | Gaston Doumergue du 13 juin 1924 au 13 juin 1931                                                                                       |
| 210    | Charles Dumont                 | 21 février 1930   | 2 mars 1930             | Gouvernement Camille Chautemps (1)             | Gaston Doumergue du 13 juin 1924 au 13 juin 1931                                                                                       |
| 211    | Paul Reynaud                   | 2 mars 1930       | 13 décembre 1930        | Gouvernement André Tardieu (2)                 | Gaston Doumergue du 13 juin 1924 au 13 juin 1931                                                                                       |
| 212    | Louis Germain-Martin           | 13 décembre 1930  | 27 janvier 1931         | Gouvernement Théodore Steeg                    | Gaston Doumergue du 13 juin 1924 au 13 juin 1931                                                                                       |
| 213    | Pierre-Étienne Flandin         | 27 janvier 1931   | 3 juin 1932             | Gouvernement Pierre Laval (1)                  | Gaston Doumergue du 13 juin 1924 au 13 juin 1931                                                                                       |
| 213    | Pierre-Étienne Flandin         | 27 janvier 1931   | 3 juin 1932             | Gouvernement Pierre Laval (2)                  | Paul Doumer du 13 mai 1931 au 7 mai 1932                                                                                               |
| 213    | Pierre-Étienne Flandin         | 27 janvier 1931   | 3 juin 1932             | Gouvernement Pierre Laval (3)                  | Paul Doumer du 13 mai 1931 au 7 mai 1932                                                                                               |
| 213    | Pierre-Étienne Flandin         | 27 janvier 1931   | 3 juin 1932             | Gouvernement André Tardieu (3)                 | Paul Doumer du 13 mai 1931 au 7 mai 1932                                                                                               |
| 214    | Louis Germain-Martin           | 3 juin 1932       | 18 décembre 1932        | Gouvernement Édouard Herriot (3)               | Albert Lebrun du 10 mai 1932 au 10 mai 1939 puis réélu pour un 2e mandat jusqu'au vote des pleins pouvoirs à Pétain le 10 juillet 1940 |
| 215    | Henry Chéron                   | 8 décembre 1932   | 31 janvier 1933         | Gouvernement Joseph Paul-Boncour               | Albert Lebrun du 10 mai 1932 au 10 mai 1939 puis réélu pour un 2e mandat jusqu'au vote des pleins pouvoirs à Pétain le 10 juillet 1940 |
| 216    | Georges Bonnet                 | 31 janvier 1933   | 30 janvier 1934         | Gouvernement Édouard Daladier (1)              | Albert Lebrun du 10 mai 1932 au 10 mai 1939 puis réélu pour un 2e mandat jusqu'au vote des pleins pouvoirs à Pétain le 10 juillet 1940 |
| 216    | Georges Bonnet                 | 31 janvier 1933   | 30 janvier 1934         | Gouvernement Albert Sarraut (1)                | Albert Lebrun du 10 mai 1932 au 10 mai 1939 puis réélu pour un 2e mandat jusqu'au vote des pleins pouvoirs à Pétain le 10 juillet 1940 |
| 216    | Georges Bonnet                 | 31 janvier 1933   | 30 janvier 1934         | Gouvernement Camille Chautemps (2)             | Albert Lebrun du 10 mai 1932 au 10 mai 1939 puis réélu pour un 2e mandat jusqu'au vote des pleins pouvoirs à Pétain le 10 juillet 1940 |
| 217    | François Piétri                | 30 janvier 1934   | 4 février 1934          | Gouvernement Édouard Daladier (2)              | Albert Lebrun du 10 mai 1932 au 10 mai 1939 puis réélu pour un 2e mandat jusqu'au vote des pleins pouvoirs à Pétain le 10 juillet 1940 |
| 218    | Paul Marchandeau               | 4 février 1934    | 9 février 1934          | Gouvernement Édouard Daladier (2)              | Albert Lebrun du 10 mai 1932 au 10 mai 1939 puis réélu pour un 2e mandat jusqu'au vote des pleins pouvoirs à Pétain le 10 juillet 1940 |
| 219    | Louis Germain-Martin           | 9 février 1934    | 1er juin 1935           | Gouvernement Gaston Doumergue (2)              | Albert Lebrun du 10 mai 1932 au 10 mai 1939 puis réélu pour un 2e mandat jusqu'au vote des pleins pouvoirs à Pétain le 10 juillet 1940 |
| 219    | Louis Germain-Martin           | 9 février 1934    | 1er juin 1935           | Gouvernement Pierre-Étienne Flandin (1)        | Albert Lebrun du 10 mai 1932 au 10 mai 1939 puis réélu pour un 2e mandat jusqu'au vote des pleins pouvoirs à Pétain le 10 juillet 1940 |
| 220    | Joseph Caillaux                | 1er juin 1935     | 7 juin 1935             | Gouvernement Fernand Bouisson                  | Albert Lebrun du 10 mai 1932 au 10 mai 1939 puis réélu pour un 2e mandat jusqu'au vote des pleins pouvoirs à Pétain le 10 juillet 1940 |
| 221    | Marcel Régnier                 | 7 juin 1935       | 4 juin 1936             | Gouvernement Pierre Laval (4)                  | Albert Lebrun du 10 mai 1932 au 10 mai 1939 puis réélu pour un 2e mandat jusqu'au vote des pleins pouvoirs à Pétain le 10 juillet 1940 |
| 221    | Marcel Régnier                 | 7 juin 1935       | 4 juin 1936             | Gouvernement Albert Sarraut (2)                | Albert Lebrun du 10 mai 1932 au 10 mai 1939 puis réélu pour un 2e mandat jusqu'au vote des pleins pouvoirs à Pétain le 10 juillet 1940 |
| 222    | Vincent Auriol                 | 4 juin 1936       | 22 juin 1937            | Gouvernement Léon Blum (1)                     | Albert Lebrun du 10 mai 1932 au 10 mai 1939 puis réélu pour un 2e mandat jusqu'au vote des pleins pouvoirs à Pétain le 10 juillet 1940 |
| 223    | Georges Bonnet                 | 22 juin 1937      | 18 janvier 1938         | Gouvernement Camille Chautemps (3)             | Albert Lebrun du 10 mai 1932 au 10 mai 1939 puis réélu pour un 2e mandat jusqu'au vote des pleins pouvoirs à Pétain le 10 juillet 1940 |
| 224    | Paul Marchandeau               | 18 janvier 1938   | 13 mars 1938            | Gouvernement Camille Chautemps (4)             | Albert Lebrun du 10 mai 1932 au 10 mai 1939 puis réélu pour un 2e mandat jusqu'au vote des pleins pouvoirs à Pétain le 10 juillet 1940 |
| 225    | Léon Blum (Ministre du Trésor) | 13 mars 1938      | 10 avril 1938 (Blum II) | Gouvernement Léon Blum (2)                     | Albert Lebrun du 10 mai 1932 au 10 mai 1939 puis réélu pour un 2e mandat jusqu'au vote des pleins pouvoirs à Pétain le 10 juillet 1940 |
| 226    | Paul Marchandeau               | 10 avril 1938     | 1er novembre 1938       | Gouvernement Édouard Daladier (3)              | Albert Lebrun du 10 mai 1932 au 10 mai 1939 puis réélu pour un 2e mandat jusqu'au vote des pleins pouvoirs à Pétain le 10 juillet 1940 |
| 227    | Paul Reynaud                   | 1er novembre 1938 | 21 mars 1940            | Gouvernement Édouard Daladier (3)              | Albert Lebrun du 10 mai 1932 au 10 mai 1939 puis réélu pour un 2e mandat jusqu'au vote des pleins pouvoirs à Pétain le 10 juillet 1940 |
| 227    | Paul Reynaud                   | 1er novembre 1938 | 21 mars 1940            | Gouvernement Édouard Daladier (4)              | Albert Lebrun du 10 mai 1932 au 10 mai 1939 puis réélu pour un 2e mandat jusqu'au vote des pleins pouvoirs à Pétain le 10 juillet 1940 |
| 227    | Paul Reynaud                   | 1er novembre 1938 | 21 mars 1940            | Gouvernement Édouard Daladier (5)              | Albert Lebrun du 10 mai 1932 au 10 mai 1939 puis réélu pour un 2e mandat jusqu'au vote des pleins pouvoirs à Pétain le 10 juillet 1940 |
| 228    | Lucien Lamoureux               | 21 mars 1940      | 5 juin 1940             | Gouvernement Paul Reynaud                      | Albert Lebrun du 10 mai 1932 au 10 mai 1939 puis réélu pour un 2e mandat jusqu'au vote des pleins pouvoirs à Pétain le 10 juillet 1940 |
| 228    | Lucien Lamoureux               | 21 mars 1940      | 5 juin 1940             | Gouvernement Philippe Pétain                   | Albert Lebrun du 10 mai 1932 au 10 mai 1939 puis réélu pour un 2e mandat jusqu'au vote des pleins pouvoirs à Pétain le 10 juillet 1940 |

## France Libre puis CFLNversusÉtat français dit«Régime de Vichy»(1940 — 1944)
| Ministre | Dates du mandat                         | Gouvernement                            | Régime (Président) | Ministre vichyste | Dates du mandat                                                   | Gouvernement vichyste                   | Chef du Régime de Vichy                            |                               |
| 229 René Pleven (Commissaire à l'Économie, aux Finances et aux Colonies du Comité national français)                         | du 24 septembre 1941 au 17 octobre 1942 | Conseil de défense de l'Empire          | France Libre puis « France combattante » du 18 juin 1940 au 6 juin 1943 (Charles de Gaulle) | Yves Bouthillier (Ministre secrétaire d'État à l'Économie nationale et aux Finances le 25 février 1941 (Gouvernement François Darlan) | du 5 juin 1940 au 18 avril 1942                                   | Gouvernement Pierre Laval (5)           | Philippe Pétain du 11 juillet 1940 au 19 août 1944 |                               |
| 229 René Pleven (Commissaire à l'Économie, aux Finances et aux Colonies du Comité national français)                         | du 24 septembre 1941 au 17 octobre 1942 | Conseil de défense de l'Empire          | France Libre puis « France combattante » du 18 juin 1940 au 6 juin 1943 (Charles de Gaulle) | Yves Bouthillier (Ministre secrétaire d'État à l'Économie nationale et aux Finances le 25 février 1941 (Gouvernement François Darlan) | du 5 juin 1940 au 18 avril 1942                                   | Gouvernement Pierre-Étienne Flandin (2) | Philippe Pétain du 11 juillet 1940 au 19 août 1944 |                               |
| 229 René Pleven (Commissaire à l'Économie, aux Finances et aux Colonies du Comité national français)                         | du 24 septembre 1941 au 17 octobre 1942 | Conseil de défense de l'Empire          | France Libre puis « France combattante » du 18 juin 1940 au 6 juin 1943 (Charles de Gaulle) | Yves Bouthillier (Ministre secrétaire d'État à l'Économie nationale et aux Finances le 25 février 1941 (Gouvernement François Darlan) | du 5 juin 1940 au 18 avril 1942                                   | Gouvernement François Darlan            | Philippe Pétain du 11 juillet 1940 au 19 août 1944 |                               |
| 230 André Diethelm (Commissaire aux Finances et aux Pensions, puis aux Finances, à l’Économie et à la Marine marchande, CNF) | du 17 octobre 1942 au 7 juin 1943       | Conseil de défense de l'Empire          | France Libre puis « France combattante » du 18 juin 1940 au 6 juin 1943 (Charles de Gaulle) | Yves Bouthillier (Ministre secrétaire d'État à l'Économie nationale et aux Finances le 25 février 1941 (Gouvernement François Darlan) | du 5 juin 1940 au 18 avril 1942                                   |                                         | Philippe Pétain du 11 juillet 1940 au 19 août 1944 |                               |
| 230 André Diethelm (Commissaire aux Finances et aux Pensions, puis aux Finances, à l’Économie et à la Marine marchande, CNF) | du 17 octobre 1942 au 7 juin 1943       | Comité national français                | Comité national français du 24 septembre 1941 au 6 juin 1943 | | Pierre Cathala (Ministre des Finances et de l'Économie nationale) | du 18 avril 1942 au 20 août 1944        | Philippe Pétain du 11 juillet 1940 au 19 août 1944 | Gouvernement Pierre Laval (6) |
| 231 Maurice Couve de Murville (Commissaire aux Finances, Comité français de Libération nationale)                            | du 7 juin 1943 au novembre 1943         | Comité français de Libération nationale | Comité français de la Libération nationale du 3 juin 1943 au 3 juin 1944 (Charles de Gaulle - président du Comité chargé de l'action gouvernementale - et Henri Giraud - co-président du 3 juin au 4 août 1943) | | Pierre Cathala (Ministre des Finances et de l'Économie nationale) | du 18 avril 1942 au 20 août 1944        | Philippe Pétain du 11 juillet 1940 au 19 août 1944 | Gouvernement Pierre Laval (6) |
| 232 Pierre Mendès France (Commissaire aux Finances du CFLN jusqu'au 3 juin 1944)                                             | du 9 novembre 1943 au 4 septembre 1944  | Comité français de Libération nationale | Comité français de la Libération nationale du 3 juin 1943 au 3 juin 1944 (Charles de Gaulle - président du Comité chargé de l'action gouvernementale - et Henri Giraud - co-président du 3 juin au 4 août 1943) | | Pierre Cathala (Ministre des Finances et de l'Économie nationale) | du 18 avril 1942 au 20 août 1944        | Philippe Pétain du 11 juillet 1940 au 19 août 1944 | Gouvernement Pierre Laval (6) |

## Gouvernement provisoire de la République française (1944 — 1946)
| Numéro | Ministre | Début            | Fin              | Gouvernement                       | Chef de l'État                                                                          |
| ------ | --- | ---------------- | ---------------- | ---------------------------------- | --------------------------------------------------------------------------------------- |
| 233    | Aimé Lepercq (Finances) Pierre Mendès France (Économie) René Pleven (Finances, à partir du 16 novembre 1944, Économie, à partir du 6 avril 1945) | 4 septembre 1944 | 9 novembre 1944  | Gouvernement Charles de Gaulle (1) | Charles de Gaulle chef de l'État et président du GPRF du 3 juin 1944 au 20 janvier 1946 |
| 234    | René Pleven (Finances) François BIlloux (Économie)                                                                                               | 16 novembre 1944 | 26 janvier 1946  | Gouvernement Charles de Gaulle (2) | Charles de Gaulle chef de l'État et président du GPRF du 3 juin 1944 au 20 janvier 1946 |
| 235    | André Philip (Ministre de l'Économie nationale et des Finances)                                                                                  | 26 janvier 1946  | 24 juin 1946     | Gouvernement Félix Gouin           | Félix Gouin président du GPRF du 20 janvier 1946 au 24 juin 1946                        |
| 236    | Robert Schuman | 24 juin 1946     | 18 décembre 1946 | Gouvernement Georges Bidault (1)   | Georges Bidault président du GPRF du 24 juin 1946 au 16 décembre 1946                   |
| 237    | André Philip (Ministre de l'Économie nationale et des Finances)                                                                                  | 18 décembre 1946 | 22 janvier 1947  | Gouvernement Léon Blum (3)         | Vincent Auriol chef de l'État du 16 décembre 1946 au 16 janvier 1947                    |

## Quatrième République (1947 — 1958)
|                 |                  | Robert Schuman   | Ministre des Finances                                                        | MRP        | 22 janvier 1947   | 24 novembre 1947  | Ramadier 1 |
| 22 octobre 1947 | 24 novembre 1947 | Robert Schuman   | Ministre des Finances                                                        | MRP        | Ramadier 2        |                   |            |
|                 |                  | René Mayer       | Ministre des Finances et des Affaires économiques                            | RAD        | 24 novembre 1947  | 26 juillet 1948   | Schuman 1  |
|                 |                  | Paul Reynaud     | Ministre des Finances et des Affaires économiques                            | PRL        | 6 juillet 1948    | 5 septembre 1948  | Marie      |
|                 |                  | Christian Pineau | Ministre des Finances et des Affaires économiques                            | SFIO       | 5 septembre 1948  | 11 septembre 1948 | Schuman 2  |
|                 |                  | Henri Queuille   | Président du Conseil, ministre des Finances et des Affaires économiques      | PRV        | 11 septembre 1948 | 12 janvier 1949   | Queuille 1 |
|                 |                  | Maurice Petsche  | Ministre des Finances et des Affaires économiques                            | PPUS, CNIP | 12 janvier 1949   | 5 octobre 1949    | Queuille 1 |
| 28 octobre 1949 | 7 février 1950   | Maurice Petsche  | Ministre des Finances et des Affaires économiques                            | PPUS, CNIP | Bidault 2         |                   |            |
| 7 février 1950  | 24 juin 1950     | Maurice Petsche  | Ministre des Finances et des Affaires économiques                            | PPUS, CNIP | Bidault 3         |                   |            |
| 2 juillet 1950  | 4 juillet 1950   | Maurice Petsche  | Ministre des Finances et des Affaires économiques                            | PPUS, CNIP | Queuille 2        |                   |            |
| 12 juillet 1950 | 28 février 1951  | Maurice Petsche  | Ministre des Finances et des Affaires économiques                            | PPUS, CNIP | Pleven 1          |                   |            |
| 10 mars 1951    | 10 juillet 1951  | Maurice Petsche  | Ministre des Finances et des Affaires économiques                            | PPUS, CNIP | Queuille 3        |                   |            |
|                 |                  | René Mayer       | Vice-président du Conseil, ministre des Finances et des Affaires économiques | PRV        | 11 août 1951      | 20 janvier 1952   | Pleven 2   |
|                 |                  | Edgar Faure      | Président du Conseil, ministre des Finances                                  | PRV        | 20 janvier 1952   | 8 mars 1952       | Faure 1    |
|                 |                  | Antoine Pinay    | Président du Conseil, ministre des Finances et des Affaires économiques      | CNIP       | 8 mars 1952       | 8 janvier 1953    | Pinay      |

Après cette date, le ministère des Finances et des Affaires économiques est scindé en deux ministères.
| Ministre 1 | Ministre 1 | Ministre 1               | Intitulé              | Parti | Début          | Fin          | Gouvernement |
| ---------- | ---------- | ------------------------ | --------------------- | ----- | -------------- | ------------ | ------------ |
|            |            | Maurice Bourgès-Maunoury | Ministre des Finances | PRV   | 8 janvier 1953 | 28 juin 1953 | Mayer        |

| Ministre 2 | Ministre 2 | Ministre 2   | Intitulé                          | Parti | Début          | Fin          | Gouvernement |
| ---------- | ---------- | ------------ | --------------------------------- | ----- | -------------- | ------------ | ------------ |
|            |            | Robert Buron | Ministre des Affaires économiques | MRP   | 8 janvier 1953 | 28 juin 1953 | Mayer        |

Après cette date, réunification du ministère des Finances et des Affaires économiques.
|                                                            |              | Edgar Faure     | Ministre des Finances et des Affaires économiques          | PRV  | 28 juin 1953     | 16 janvier 1954  | Laniel 1         |
| Présidence de René Coty                                    |              |                 |                                                            |      |                  |                  |                  |
|                                                            |              | Edgar Faure     | Ministre des Finances et des Affaires économiques          | PRV  | 16 janvier 1954  | 12 juin 1954     | Laniel 2         |
| Ministre des Finances, des Affaires économiques et du Plan | 18 juin 1954 | Edgar Faure     | 20 janvier 1955                                            | PRV  | Mendès-France    |                  |                  |
| Ministre des Finances, des Affaires économiques et du Plan |              |                 | Robert Buron                                               | MRP  | Mendès-France    | 20 janvier 1955  | 23 février 1955  |
|                                                            |              | Pierre Pflimlin | Ministre des Finances et des Affaires économiques          | MRP  | 23 février 1955  | 1er février 1956 | Faure 2          |
|                                                            |              | Robert Lacoste  | Ministre des Affaires économiques et financières           | SFIO | 1er février 1956 | 14 février 1956  | Mollet           |
|                                                            |              | Paul Ramadier   | Ministre des Affaires économiques et financières           | SFIO | 14 février 1956  | 13 juin 1957     | Mollet           |
|                                                            |              | Félix Gaillard  | Ministre des Finances, des Affaires économiques et du Plan | PRV  | 13 juin 1957     | 6 novembre 1957  | Bourgès-Maunoury |
|                                                            |              | Pierre Pflimlin | Ministre des Finances, des Affaires économiques et du Plan | MRP  | 6 novembre 1957  | 14 mai 1958      | Gaillard         |
|                                                            |              | Edgar Faure     | Ministre des Finances, des Affaires économiques et du Plan | PRV  | 14 mai 1958      | 1er juin 1958    | Pflimlin         |
|                                                            |              | Antoine Pinay   | Ministre des Finances et des Affaires économiques          | CNIP | 1er juin 1958    | 8 janvier 1959   | de Gaulle 3      |

## Cinquième République (depuis 1958)
Lorsqu'il n'y a pas de ministre des Finances (1978-1981 ; 1993-1995 ; 2017), le ministre de l'Économie est mentionné. Lorsque le ministère est bicéphale (2014-2016), les deux ministres apparaissent dans le tableau.
| Ministre                                                | Ministre                        | Ministre                        | Intitulé                                                                   | Parti                           | Début                           | Fin                             | Gouvernement                    |                                 |                                 |
| Présidence de Charles de Gaulle                         | Présidence de Charles de Gaulle | Présidence de Charles de Gaulle | Présidence de Charles de Gaulle                                            | Présidence de Charles de Gaulle | Présidence de Charles de Gaulle | Présidence de Charles de Gaulle | Présidence de Charles de Gaulle | Présidence de Charles de Gaulle | Présidence de Charles de Gaulle |
| ------------------------------------------------------- | ------------------------------- | ------------------------------- | -------------------------------------------------------------------------- | ------------------------------- | ------------------------------- | ------------------------------- | ------------------------------- | ------------------------------- | ------------------------------- |
|                                                         |                                 | Antoine Pinay                   | Ministre des Finances et des Affaires économiques                          | CNIP                            | 8 janvier 1959                  | 13 janvier 1960                 | Debré                           |                                 |                                 |
|                                                         |                                 | Wilfrid Baumgartner             | Ministre des Finances et des Affaires économiques                          | DVD                             | 13 janvier 1960                 | 18 janvier 1962                 | Debré                           |                                 |                                 |
|                                                         |                                 | Valéry Giscard d'Estaing        | Ministre des Finances et des Affaires économiques                          | CNIP, FNRI                      | 18 janvier 1962                 | 14 avril 1962                   | Debré                           |                                 |                                 |
| 14 avril 1962                                           | 28 novembre 1962                | Valéry Giscard d'Estaing        | Ministre des Finances et des Affaires économiques                          | CNIP, FNRI                      | Pompidou 1                      |                                 |                                 |                                 |                                 |
| 28 novembre 1962                                        | 8 janvier 1966                  | Valéry Giscard d'Estaing        | Ministre des Finances et des Affaires économiques                          | CNIP, FNRI                      | Pompidou 2                      |                                 |                                 |                                 |                                 |
|                                                         |                                 | Michel Debré                    | Ministre de l'Économie et des Finances                                     | UNR-UDT, UDR                    | 8 janvier 1966                  | 1er avril 1967                  | Pompidou 3                      |                                 |                                 |
| 1er avril 1967                                          | 31 mai 1968                     | Michel Debré                    | Ministre de l'Économie et des Finances                                     | UNR-UDT, UDR                    | Pompidou 4                      |                                 |                                 |                                 |                                 |
|                                                         |                                 | Maurice Couve de Murville       | Ministre de l'Économie et des Finances                                     | UDR                             | Pompidou 4                      | 31 mai 1968                     | 10 juillet 1968                 |                                 |                                 |
|                                                         |                                 | François-Xavier Ortoli          | Ministre de l'Économie et des Finances                                     | UDR                             | 10 juillet 1968                 | 20 juin 1969                    | Couve de Murville               |                                 |                                 |
| Présidence de Georges Pompidou                          |                                 |                                 |                                                                            |                                 |                                 |                                 |                                 |                                 |                                 |
|                                                         |                                 | Valéry Giscard d'Estaing        | Ministre de l'Économie et des Finances                                     | FNRI                            | 20 juin 1969                    | 5 juillet 1972                  | Chaban-Delmas                   |                                 |                                 |
| 5 juillet 1972                                          | 28 mars 1973                    | Valéry Giscard d'Estaing        | Ministre de l'Économie et des Finances                                     | FNRI                            | Messmer 1                       |                                 |                                 |                                 |                                 |
| 28 mars 1973                                            | 27 février 1974                 | Valéry Giscard d'Estaing        | Ministre de l'Économie et des Finances                                     | FNRI                            | Messmer 2                       |                                 |                                 |                                 |                                 |
| Ministre d'État, ministre de l'Économie et des Finances | 27 février 1974                 | Valéry Giscard d'Estaing        | 27 mai 1974                                                                | FNRI                            | Messmer 3                       |                                 |                                 |                                 |                                 |
| Présidence de Valéry Giscard d'Estaing                  |                                 |                                 |                                                                            |                                 |                                 |                                 |                                 |                                 |                                 |
|                                                         |                                 | Jean-Pierre Fourcade            | Ministre de l'Économie et des Finances                                     | FNRI                            | 27 mai 1974                     | 25 août 1976                    | Chirac 1                        |                                 |                                 |
|                                                         |                                 | Raymond Barre                   | Premier ministre, ministre de l'Économie et des Finances                   | DVD                             | 25 août 1976                    | 29 mars 1977                    | Barre 1                         |                                 |                                 |
| 29 mars 1977                                            | 31 mars 1978                    | Raymond Barre                   | Premier ministre, ministre de l'Économie et des Finances                   | DVD                             | Barre 2                         |                                 |                                 |                                 |                                 |
|                                                         |                                 | René Monory                     | Ministre de l'Économie                                                     | UDF-CDS                         | 31 mars 1978                    | 22 mai 1981                     | Barre 3                         |                                 |                                 |
| Présidence de François Mitterrand                       |                                 |                                 |                                                                            |                                 |                                 |                                 |                                 |                                 |                                 |
|                                                         |                                 | Jacques Delors                  | Ministre de l'Économie et des Finances                                     | PS                              | 22 mai 1981                     | 22 juin 1981                    | Mauroy 1                        |                                 |                                 |
| 22 juin 1981                                            | 22 mars 1983                    | Jacques Delors                  | Ministre de l'Économie et des Finances                                     | PS                              | Mauroy 2                        |                                 |                                 |                                 |                                 |
| Ministre de l'Économie, des Finances et du Budget       | 22 mars 1983                    | Jacques Delors                  | 17 juillet 1984                                                            | PS                              | Mauroy 3                        |                                 |                                 |                                 |                                 |
| Ministre de l'Économie, des Finances et du Budget       |                                 |                                 | Pierre Bérégovoy                                                           | PS                              | 17 juillet 1984                 | 20 mars 1986                    | Fabius                          |                                 |                                 |
|                                                         |                                 | Édouard Balladur                | Ministre d'État, chargé de l'Économie, des Finances et de la Privatisation | RPR                             | 20 mars 1986                    | 10 mai 1988                     | Chirac 2                        |                                 |                                 |
|                                                         |                                 | Pierre Bérégovoy                | Ministre d'État, ministre de l'Économie, des Finances et du Budget         | PS                              | 10 mai 1988                     | 23 juin 1988                    | Rocard 1                        |                                 |                                 |
| 23 juin 1988                                            | 15 mai 1991                     | Pierre Bérégovoy                | Ministre d'État, ministre de l'Économie, des Finances et du Budget         | PS                              | Rocard 2                        |                                 |                                 |                                 |                                 |
| 15 mai 1991                                             | 2 février 1992                  | Pierre Bérégovoy                | Ministre d'État, ministre de l'Économie, des Finances et du Budget         | PS                              | Cresson                         |                                 |                                 |                                 |                                 |
|                                                         |                                 | Michel Sapin                    | Ministre de l'Économie et des Finances                                     | PS                              | 2 février 1992                  | 29 mars 1993                    | Bérégovoy                       |                                 |                                 |
|                                                         |                                 | Edmond Alphandéry               | Ministre de l'Économie                                                     | UDF-CDS                         | 29 mars 1993                    | 11 mai 1995                     | Balladur                        |                                 |                                 |
| Présidence de Jacques Chirac                            |                                 |                                 |                                                                            |                                 |                                 |                                 |                                 |                                 |                                 |
|                                                         |                                 | Alain Madelin                   | Ministre de l'Économie et des Finances                                     | UDF-PR                          | 11 mai 1995                     | 26 août 1995                    | Juppé 1                         |                                 |                                 |
|                                                         |                                 | Jean Arthuis                    | Ministre de l'Économie, des Finances et du Plan                            | UDF-CDS, UDF-FD                 | 26 août 1995                    | 7 novembre 1995                 | Juppé 1                         |                                 |                                 |
| Ministre de l'Économie et des Finances                  | 7 novembre 1995                 | Jean Arthuis                    | 2 juin 1997                                                                | UDF-CDS, UDF-FD                 | Juppé 2                         |                                 |                                 |                                 |                                 |
|                                                         |                                 | Dominique Strauss-Kahn          | Ministre de l'Économie, des Finances et de l'Industrie                     | PS                              | 2 juin 1997                     | 2 novembre 1999                 | Jospin                          |                                 |                                 |
|                                                         |                                 | Christian Sautter               | Ministre de l'Économie, des Finances et de l'Industrie                     | PS                              | 2 novembre 1999                 | 27 mars 2000                    | Jospin                          |                                 |                                 |
|                                                         |                                 | Laurent Fabius                  | Ministre de l'Économie, des Finances et de l'Industrie                     | PS                              | 27 mars 2000                    | 6 mai 2002                      | Jospin                          |                                 |                                 |
|                                                         |                                 | Francis Mer                     | Ministre de l'Économie, des Finances et de l'Industrie                     | DVD                             | 6 mai 2002                      | 17 juin 2002                    | Raffarin 1                      |                                 |                                 |
| 17 juin 2002                                            | 30 mars 2004                    | Francis Mer                     | Ministre de l'Économie, des Finances et de l'Industrie                     | DVD                             | Raffarin 2                      |                                 |                                 |                                 |                                 |
|                                                         |                                 | Nicolas Sarkozy                 | Ministre d'État, ministre de l'Économie, des Finances et de l'Industrie    | UMP                             | 30 mars 2004                    | 29 novembre 2004                | Raffarin 3                      |                                 |                                 |
|                                                         |                                 | Hervé Gaymard                   | Ministre de l'Économie, des Finances et de l'Industrie                     | UMP                             | 29 novembre 2004                | 25 février 2005                 | Raffarin 3                      |                                 |                                 |
|                                                         |                                 | Thierry Breton                  | Ministre de l'Économie, des Finances et de l'Industrie                     | UMP                             | 25 février 2005                 | 31 mai 2005                     | Raffarin 3                      |                                 |                                 |
| 31 mai 2005                                             | 18 mai 2007                     | Thierry Breton                  | Ministre de l'Économie, des Finances et de l'Industrie                     | UMP                             | Villepin                        |                                 |                                 |                                 |                                 |
| Présidence de Nicolas Sarkozy                           |                                 |                                 |                                                                            |                                 |                                 |                                 |                                 |                                 |                                 |
|                                                         |                                 | Jean-Louis Borloo               | Ministre de l'Économie, des Finances et de l'Emploi                        | UMP                             | 15 mai 2007                     | 18 juin 2007                    | Fillon 1                        |                                 |                                 |
|                                                         |                                 | Christine Lagarde               | Ministre de l'Économie, des Finances et de l'Emploi                        | UMP                             | 18 juin 2007                    | 13 novembre 2010                | Fillon 2                        |                                 |                                 |
| Ministre de l'Économie, des Finances et de l'Industrie  | 13 novembre 2010                | Christine Lagarde               | 29 juin 2011                                                               | UMP                             | Fillon 3                        |                                 |                                 |                                 |                                 |
| Ministre de l'Économie, des Finances et de l'Industrie  |                                 |                                 | François Baroin                                                            | UMP                             | Fillon 3                        | 29 juin 2011                    | 10 mai 2012                     |                                 |                                 |
| Présidence de François Hollande                         |                                 |                                 |                                                                            |                                 |                                 |                                 |                                 |                                 |                                 |
|                                                         |                                 | Pierre Moscovici                | Ministre de l'Économie, des Finances et du Commerce extérieur              | PS                              | 10 mai 2012                     | 18 juin 2012                    | Ayrault 1                       |                                 |                                 |
| Ministre de l'Économie et des Finances                  | 18 juin 2012                    | Pierre Moscovici                | 31 mars 2014                                                               | PS                              | Ayrault 2                       |                                 |                                 |                                 |                                 |

Après cette date, le ministère de l'Économie et des Finances est scindé en deux ministères.
| Ministre 1   | Ministre 1   | Ministre 1   | Intitulé                                     | Parti | Période      | Période      | Gouvernement |
| ------------ | ------------ | ------------ | -------------------------------------------- | ----- | ------------ | ------------ | ------------ |
|              |              | Michel Sapin | Ministre des Finances et des Comptes publics | PS    | 31 mars 2014 | 25 août 2014 | Valls 1      |
| 25 août 2014 | 30 août 2016 | Michel Sapin | Ministre des Finances et des Comptes publics | PS    | Valls 2      |              |              |

| Ministre 2 | Ministre 2 | Ministre 2        | Intitulé                                                          | Parti   | Période      | Période      | Gouvernement |
| ---------- | ---------- | ----------------- | ----------------------------------------------------------------- | ------- | ------------ | ------------ | ------------ |
|            |            | Arnaud Montebourg | Ministre de l'Économie, du Redressement productif et du Numérique | PS      | 31 mars 2014 | 25 août 2014 | Valls 1      |
|            |            | Emmanuel Macron   | Ministre de l'Économie, de l'Industrie et du Numérique            | DVG, EM | 25 août 2014 | 30 août 2016 | Valls 2      |

Après cette date, réunification du ministère de l'Économie et des Finances.
|                                                                                      |                                        | Michel Sapin   | Ministre de l'Économie et des Finances                                                               | PS                | 30 août 2016      | 6 décembre 2016  | Valls 2    |
| 6 décembre 2016                                                                      | 17 mai 2017                            | Michel Sapin   | Ministre de l'Économie et des Finances                                                               | PS                | Cazeneuve         |                  |            |
| Présidence d'Emmanuel Macron                                                         |                                        |                | |                   |                   |                  |            |
|                                                                                      |                                        | Bruno Le Maire | Ministre de l'Économie                                                                               | LR                | 17 mai 2017       | 19 juin 2017     | Philippe 1 |
|                                                                                      | Ministre de l'Économie et des Finances | Bruno Le Maire | LREM/RE                                                                                              | 19 juin 2017      | 3 juillet 2020    | Philippe 2       |            |
| Ministre de l'Économie, des Finances et de la Relance                                | 6 juillet 2020                         | Bruno Le Maire | LREM/RE                                                                                              | 20 mai 2022       | Castex            |                  |            |
| Ministre de l'Économie, des Finances et de la Souveraineté industrielle et numérique | 20 mai 2022                            | Bruno Le Maire | LREM/RE                                                                                              | 12 janvier 2024   | Borne             |                  |            |
| Ministre de l'Économie, des Finances et de la Souveraineté industrielle et numérique | 12 janvier 2024                        | Bruno Le Maire | LREM/RE                                                                                              | 21 septembre 2024 | Attal             |                  |            |
|                                                                                      |                                        | Antoine Armand | Ministre de l'Économie, des Finances et de l'Industrie                                               | RE                | 21 septembre 2024 | 23 décembre 2024 | Barnier    |
|                                                                                      |                                        | Éric Lombard   | Ministre de l'Économie, des Finances, de l'Industrie et de la Souveraineté industrielle et numérique | SE                | 23 décembre 2024  | en fonction      | Bayrou     |